# Bazilika
Bazilika (latinsko basilica) je naziv, ki ga prejme neka cerkev zaradi svojega posebnega liturgičnega in pastoralnega pomena, po navadi kot pomemben romarski kraj. Iz naziva izhajajo tako pravice kot dolžnosti, ki jih urejajo posebni akti. Status je podeljevala Kongregacija za bogoslužje in disciplino zakramentov, sedaj pa Dikasterij za bogoslužje in disciplino zakramentov, na prošnjo krajevnega škofa ordinarija, pri čemer morajo biti predhodno izpolnjeni strogi pogoji. Bazilike se delijo na večje in manjše.

## Večje bazilike
Večja bazilika (latinsko basilica maior, množina basilicae maiores) je najvišja kategorija neke cerkve. Na ozemlju neke škofije sicer nosi najvišje dostojanstvo stolnica. Na svetu so samo štiri večje bazilike, vse so v Rimu (ena sedaj v Vatikanu). Imenujejo se tudi papeške. Tri med njimi, ki ne stojijo na ozemlju Vatikana, imajo poseben eksteritorialni status (podobno kot veleposlaništva v neki državi), ki so jim jih zagotovili Lateranski sporazumi iz leta 1929.
Naziv večje bazilike je leta 1300 vpeljal papež Bonifacij VIII. Z razglasitvijo bule Antiquorum fida relatio je ustanovil sveto leto in postavil pogoje za odpustke. Papež je obnovil določene velike spreglede in odpustke za greh, to pa se lahko doseže z obiskom mesta Rima in častitljive bazilike prvaka med apostoli. Ni samo ponudil celotnega in množičnega, ampak popolnega odpustka vseh njihovih grehov, če izpolnijo določene pogoje. Kot prvo se morajo kot resnični spokorniki spovedati svojih grehov, kot drugo pa morajo obiskati baziliko sv. Petra ali sv. Pavla (zadnje počivališče dveh velikih apostolov). Ko se je leta 1350 obhajalo drugo sveto leto, je papež Klemen VI. dodal še tretjo veliko baziliko, svetega Janeza Lateranskega. Naslednje sveto leto 1390 je bila pridana še bazilika Marije Snežne, najstarejša cerkev posvečena Devici Mariji.
Te štiri bazilike so tiste, ki vsebujejo sveta vrata in so predvidene za obiske za pridobitev popolnega odpustka. Samo papež in njegovi delegati smejo darovati mašo pri njihovih glavnih oltarjih. Vsaj do nedavnega so bile odprte 24 ur na dan. Njihovo osebje je sestavljeno iz kolegija duhovnikov, ki so vedno na razpolago za spovedovanje.
| #  | Slika                     | Ime                               | Opis |
| -- | ------------------------- | --------------------------------- | --- |
| 1. | Klikni za spremembo slike | Nadbazilika sv. Janeza v Lateranu | Imenovana tudi Lateranska bazilika. Je prva bazilika, zgrajena še pred baziliko sv. Petra v Vatikanu. Tako je še danes stolnica rimskega škofa (papeža). Je edina, ki nosi naslov nadbazilika. Njen polni naslov je papeška bazilika sv. Janeza Lateranskega, nadbazilika Presvetega Odrešenika in sv. Janeza Krstnika ter Evangelista v Lateranu, rimska stolnica. |
| 2. | Klikni za spremembo slike | Bazilika sv. Petra                | Imenovana tudi vatikanska bazilika, zgrajena nad grobom apostola Petra. Je največja bazilika na svetu in služi za glavne slovesnosti, ki jih vodi papež. Njeno uradno ime je papeška bazilika sv. Petra v Vatikanu. |
| 3. | Klikni za spremembo slike | Bazilika sv. Pavla zunaj obzidja  | Imenovana tudi ostijska bazilika, saj stoji ob cesti, ki je vodila do Ostie. Zgrajena je nad grobom apostola Pavla. Njeno uradno ime je papeška bazilika sv. Pavla zunaj obzidja. |
| 4. | Klikni za spremembo slike | Bazilika Marije Snežne            | Imenovana tudi liberijanska bazilika, saj je bila prvotna cerkev pripisana papežu Liberiju. Je največja cerkev v Rimu, ki je posvečena Devici Mariji. Njeno uradno ime je papeška bazilika sv. Marije Velike. |

## Manjše bazilike
Manjša bazilika (latinsko basilica minor, množina basilicae minores) je naziv, ki ga za razliko od večjih bazilik lahko prejmejo vse ostale cerkve po svetu. Njihove pravice in dolžnosti določa dekret De titulo Basilicae Minoris. Na dan 31. december 2020 so bile na svetu 4 večje in 1879 manjših bazilik. Izmed manjših nosijo štiri bazilike naziv pontifikalna, ki se nanaša na papeški naziv pontifex maximus, poleg njih pa tri nosijo naziv papeška. Vseh sedem se nahaja v Italiji.
| Pontifikalne bazilike | Pontifikalne bazilike     | Pontifikalne bazilike                      | Papeške bazilike | Papeške bazilike          | Papeške bazilike                         |
| --------------------- | ------------------------- | ------------------------------------------ | ---------------- | ------------------------- | ---------------------------------------- |
| 1.                    | Klikni za spremembo slike | Bazilika Rožnovenske Matere Božje, Pompeji | 1.               | Klikni za spremembo slike | Bazilika sv. Lovrenca zunaj obzidja, Rim |
| 2.                    | Klikni za spremembo slike | Bazilika sv. Nikolaja, Bari                | 2.               | Klikni za spremembo slike | Bazilika sv. Frančiška Asiškega, Assisi  |
| 3.                    | Klikni za spremembo slike | Bazilika sv. Antona Padovanskega, Padova   | 3.               | Klikni za spremembo slike | Bazilika sv. Marije Angelske, Assisi     |
| 4.                    | Klikni za spremembo slike | Bazilika sv. Hiše, Loreto                  |                  |                           |                                          |

### Pogoji
Kot pogoj za pridobitev naziva mora biti cerkev posvečena Bogu po liturgičnem obredu in mora veljati za središče liturgične in pastoralne dejavnosti, posebno pri obhajanju presvete evharistije, pokore in drugih zakramentov, ki je drugim za zgled zaradi njihove priprave in izvedbe glede na liturgične predpise in zaradi dejavne udeležbe vernikov. Cerkev mora biti zato primerno velika in mora imeti prostoren prezbiterij. Oltar, ambon in sedilije morajo biti postavljeni v skladu z liturgičnimi smernicami. Cerkev mora v škofiji uživati poseben sloves, na primer takšen, da je bila zgrajena ob posebnem zgodovinskem in verskem dogodku, da hrani relikvije kakšnega svetnika ali da v njej na poseben način častijo kakšno sveto podobo. Tudi umetnostnozgodovinska vrednost cerkve je pomembna. Zagotoviti je treba zadostno število duhovnikov in ministrantov.
Kot izpolnitev teh pogojev je treba v Rim na Kongregacijo poslati zahtevano dokumentacijo: prošnjo krajevnega škofa ordinarija, izjavo Nihil obstat (Nič ne nasprotuje) narodne škofovske konference, gradivo o izvoru, zgodovini, verskem življenju (bogoslužju), fotografije zunanjščine in notranjščine cerkve.

### Pravice
Na dan javnega oznanjenja o nazivu se pripravijo posebna bogoslužja, prav tako pa že nekaj dni prej ter tudi potem. Na te dni se lahko obhajajo slovesnosti v čast zavetnika cerkve ali svete podobe ali pa za krajevno cerkev ali za papeža. Vernik, ki pobožno obišče baziliko in se v njej udeleži kakšnega svetega obreda ali vsaj zmoli Gospodovo molitev in Vero, lahko prejme popolni odpustek pod običajnimi pogoji (sveta spoved, obhajilo in molitev po namenu svetega očeta) ob naslednjih priložnostih:
- na obletnico posvetitve bazilike
- na dan liturgičnega praznovanja patrocinija cerkve
- na slovesni praznik svetih apostolov Petra in Pavla (29. junij)
- na obletnico podelitve naziva bazilika
- enkrat na leto na dan, ki ga določi krajevni škof ordinarij
- enkrat na leto na dan, ki ga svobodno izbere vernik.

## Simboli bazilike
Vsaka bazilika dobi svoj grb, na katerem za osnovo služijo papeški simboli: prekrižana ključa (simbola papeške posvetne in verske oblasti) ter tiara. V baziliki se sme uporabljati tudi poseben baldahin in zvonček (tintinnabulum) in conopaeum oz. umbraculum). Ti simboli so vidno znamenje posebne povezanosti z rimskimi bazilikami in s Svetim sedežem.
Rektor bazilike ali oseba, odgovorna zanjo, lahko pri izvrševanju te službe nosi (nad talarjem ali redovnim habitom in koretljem) moceto (pelerino črne barve z rdečimi obrobami), rdečimi gumbi in gumbnicami.

### Dolžnosti
V baziliki je treba pospeševati liturgično poučevanje vernikov s posebnimi tečaji, srečanji in druženji. Posebno skrb je treba nameniti proučevanju in širjenju dokumentov, ki jih objavita papež in Sveti sedež, posebno tistih, ki se nanašajo na liturgijo. Prav tako je treba slovesno obhajati cerkveno leto, še posebej advent, božič, post in veliko noč. Negujejo se ljudske pobožnosti. Potrebno je pospeševati dejavno udeležbo vernikov, tako pri obhajanju evharistije, kakor tudi pri molitvenem bogoslužju, zlasti pri hvalnicah in večernicah. Verniki naj čim več sodelujejo tudi pri petju mašnih delov, saj se s cerkveno glasbo bogoslužje ozaljša. Kot znamenje posebne vezi z rimsko stolico svetega Petra, je treba obhajati sledeče praznike:
- praznik Sedeža apostola Petra (22. februar)
- praznik svetih apostolov Petra in Pavla (29. junij)
- obletnica papeževe izvolitve ali ustoličenja.[3]

### Manjše bazilike v Sloveniji
| #  | Slika                     | Ime                                               | Župnija                                   | Škofija   | Imenovanje        | Tip bazilike                                                        | Upravitelj                                   |
| -- | ------------------------- | ------------------------------------------------- | ----------------------------------------- | --------- | ----------------- | ------------------------------------------------------------------- | -------------------------------------------- |
| 1. | Klikni za spremembo slike | Bazilika Matere Usmiljenja, Maribor               | Maribor - Sv. Marija                      | Maribor   | 7. november 1906  | župnijska, samostanska                                              | frančiškani                                  |
| 2. | Klikni za spremembo slike | Bazilika Svetogorske Matere Božje, Sveta Gora     | Solkan                                    | Koper     | 19. november 1906 | škofijsko romarsko središče, podružnična, samostanska               | frančiškani, manjše sestre svetega Frančiška |
| 3. | Klikni za spremembo slike | Bazilika Lurške Matere Božje, Brestanica          | Brestanica                                | Celje     | 8. junij 1929     | župnijska                                                           | škofijski duhovnik                           |
| 4. | Klikni za spremembo slike | Bazilika Žalostne Matere Božje, Stična            | Stična                                    | Ljubljana | 15. oktober 1936  | župnijska, samostanska                                              | cistercijani                                 |
| 5. | Klikni za spremembo slike | Bazilika Marijinega obiskanja, Petrovče           | Petrovče                                  | Celje     | 7. februar 1984   | škofijsko romarsko središče, župnijska, samostanska                 | dominikanci                                  |
| 6. | Klikni za spremembo slike | Bazilika Marije Pomagaj, Brezje                   | neposredno podrejena Nadškofiji Ljubljana | Ljubljana | 5. oktober 1988   | narodno romarsko središče, škofijsko romarsko središče, samostanska | frančiškani                                  |
| 7. | Klikni za spremembo slike | Bazilika Marije Zavetnice s plaščem, Ptujska Gora | Ptujska Gora                              | Maribor   | 8. december 2009  | škofijsko romarsko središče, župnijska, samostanska                 | minoriti                                     |

#### Druge cerkve, povezane z rimskimi bazilikami
Nekatere  cerkve v Sloveniji so podobno kot bazilike z duhovno sorodstveno vezjo pridružene eni od štirih rimskih večjih bazilik, le da nimajo statusa bazilike. Ker sta spodaj navedeni cerkvi posvečeni Devici Mariji, sta pridruženi rimski Baziliki Marije Snežne. Ob pridružitvi sta bili cerkvi vpisani na poseben seznam bazilike, na katerem so najpomembnejše Marijine cerkve z vsega sveta. Privilegij pa cerkvama daje pravico do podelitve popolnega odpustka, če so za to izpolnjeni pogoji.
| #  | Slika                     | Ime                                | Župnija  | Škofija | Imenovanje        | Tip cerkve  | Upravitelj         |
| -- | ------------------------- | ---------------------------------- | -------- | ------- | ----------------- | ----------- | ------------------ |
| 1. | Klikni za spremembo slike | Cerkev Marijinega varstva, Prihova | Prihova  | Maribor | 14. november 2009 | župnijska   | škofijski duhovnik |
| 2. | Klikni za spremembo slike | Cerkev Matere Božje, Malečnik      | Malečnik | Maribor | 2. junij 2023     | podružnična | škofijski duhovnik |